# Burultokay
Burultokay är ett härad som lyder under prefekturen Altay i Xinjiang-regionen i nordvästra Kina.